# Argentina nos Jogos Sul-Americanos de 2014
A Argentina participa dos Jogos Sul-Americanos de 2014, em Santiago, no Chile. Será a décima aparição do país nos Jogos Sul-Americanos. A delegação argentina possui 515 atletas — 295 homens e 220 mulheres — que disputam medalhas em 40 modalidades desportivas.

## Medalhas
Os medalhistas foram:
| Atleta               | Esporte        | Evento               | Medalha |
| -------------------- | -------------- | -------------------- | ------- |
| Jennifer Dahlgren    | Natação        | Martelo feminino     | Ouro    |
| Daniel A. Dal-bo     | Canoagem       | K1 1000m masculino   | Ouro    |
| Equipe               | Canoagem       | K2 1000m masculino   | Ouro    |
| Equipe               | Canoagem       | K4 1000m masculino   | Ouro    |
| Equipe               | Canoagem       | K2 500m feminino     | Ouro    |
| José Félix Domínguez | Esgrima        | Espada masculino     | Ouro    |
| Roberta Rendo        | Esqui aquático | Wakeboard feminino   | Ouro    |
| Paula Pareto         | Judô           | -48kg feminino       | Ouro    |
| Franco Icasati       | Judô           | -75kg masculino      | Ouro    |
| Miguel Amargos       | Judô           | -84kg masculino      | Ouro    |
| Federico Grabich     | Natação        | 200m livre masculino | Ouro    |